# Химн на САЩ
„Знаме, обсипано със звезди“ (на английски: The Star-Spangled Banner, буквално „Обсипаното със звезди знаме“) е националният химн на САЩ. Авторът на текста му е Френсис Скот Кий.
Изпълнява се по музиката на популярна английска гуляйджийска песен „To Anacreon in Heaven“, за композитор на която се смята Джон Стафорд Смит. Кий написва текста през 1814 г. след като наблюдава бомбардировката над форт Макхенри в Балтимор, Мериленд от британските кораби по време на Британско-американската война.
Песента, озаглавена „Защита на форт Макхенри“, става известна американска патриотична песен. С обхват от една октава и половина, песента е всеизвестно трудна за пеене. Приета е за официално ползване от военноморските сили на САЩ през 1889 и от президента през 1916 г. и е направена национален химн с решение на конгреса на 3 март 1931 г. Въпреки че песента има четири куплета, обикновено се пее само първият от тях, а при по-официални случаи понякога се добавя и четвъртият.

## История
На 3 септември 1814, Кий и Джон С. Скинър, американски агент за размяна на пленници, отпътуват от Балтимор на борда на малък кораб развяващ бяло знаме. Двамата са на мисия одобрена от президента на САЩ Джеймс Медисън. Целта им е да преговарят с британците за освобождаването на известен възрастен градски лекар от Горно Марлборо, Мериленд, който е приятел на Кий. Докторът е обвинен в подпомагане на арести на британски войници. Кий и Скинър се качват на главния британски кораб в района на 7 септември и говорят с генерал Робърт Рос и адмирал Александър Кочран (Cochrane) по време на вечеря, докато те дискутират военни планове. Първоначално Рос и Кочран отказват да освободят пленника, но отстъпват след като Кий и Скинър им показват писма написани от ранени британски затворници възхваляващи доктора и други американци за тяхното мило отношение.
Тъй като Кий и Скинър са чули плановете за атаката на Балтимор, те са задържани на кораба за периода на битката. След бомбардировката, няколко британски кораба опитват да се промъкнат край форта и да извършат десант в заливче западно от него, но са отблъснати от огън от близкия форт Ковингтън, последната линия на отбрана на града. По време на дъждовната нощ, Кий наблюдава бомбардировката и вижда малкото знаме за буря, което се вее над форта, но след като обстрелът спира, не знае как е приключила битката. На сутринта обаче, знамето за буря е свалено и над форта е издигнато голямото знаме.
Кий е вдъхновен от американската победа и гледката на голямото американско знаме развяващо се триумфално над форта. Този флаг, с 15 звезди и 15 ленти, става известен като „Обсипаното със звезди знаме“ и днес е изложено в Националния музей за американска история във Вашингтон. Знамето е реставрирано през 1914 г. и отново през 1998 г.

## Превод
„Обсипаното със звезди знаме“
I.
О, кажи, можеш ли да видиш, през ранната светлина на зората,
това, което толкова гордо приветствахме при последния проблясък на залеза,
чиито широки ленти и ярки звезди през опасния бой,
над укрепленията наблюдавахме, толкова смело се развяваха?
И червения блясък на ракетите, бомбите избухващи във въздуха
ни показваха през нощта, че нашето знаме е все още там.
Припев I.
О, кажи, обсипаното със звезди знаме все още ли се вее
над земята на свободните и дома на храбрите?
IV.
О! Така да бъде винаги, когато свободни хора застават
между техния любим дом и опустошението на войната.
Благословена с победа и мир, нека спасената от небето земя
да възхвалява силата която ни е направила и съхранила като нация!
Тогава да побеждаваме трябва, когато нашата кауза е справедлива,
и това да е нашето мото: „В Бог е нашата вяра“.
Припев IV.
И обсипаното със звезди знаме триумфално ще се вее
над земята на свободните и дома на храбрите.